# Atlas Farnésio

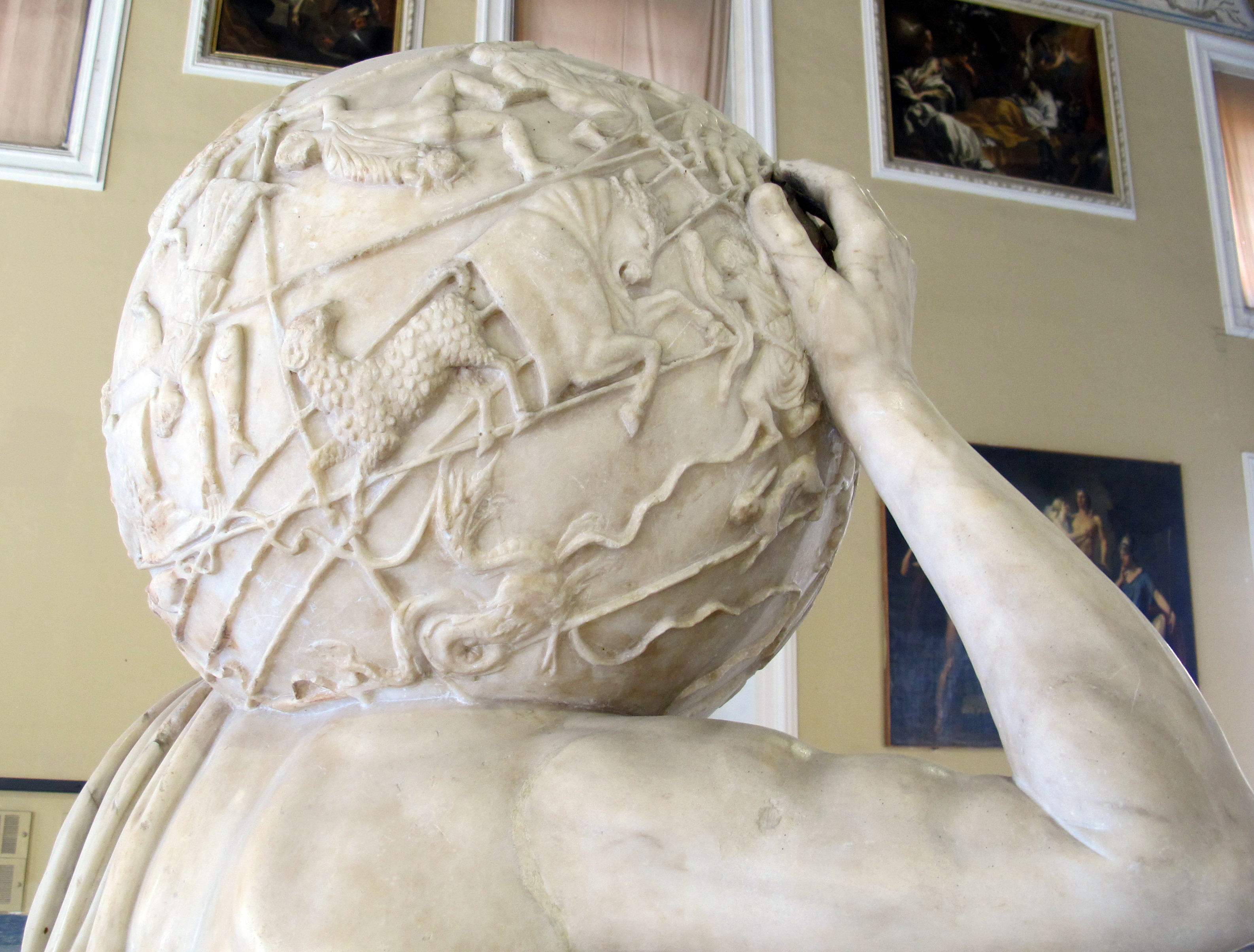
Detalhe da esfera celeste no Atlas Farnésio, que acredita-se ter sido baseada no catálogo perdido de Hiparco.

Atlas Farnésio ou Atlas Farnese (em italiano:  Atlante Farnese) é uma cópia romana do século II de uma escultura helenística de Atlas se ajoelhando com as esferas celestes (e não um globo terrestre) pesando sobre seus ombros. É a mais antiga estátua existente de um titã da mitologia grega, que aparece somente em pinturas em vasos mais antigas, e, mais importante, a mais antiga representação da esfera celeste. A escultura está hoje no Museu Arqueológico Nacional de Nápoles juntamente com outros itens da famosa Coleção Farnese, da qual emprestou seu nome. Ela tem 2,1 metros de altura e a esfera tem 65 cm de diâmetro.

## Iconografia
Atlas segura a esfera celeste porque foi sentenciado por Zeus a segurar o peso do céu. A esfera apresenta uma representação do céu noturno visto de fora da mais exterior das esferas celestes, com baixos-relevos representando 41 (ou 42 segundo outros) das 48 constelações clássicas gregas segundo Ptolemeu, incluindo Áries (cabra), Cygnus (cisne) e Hércules (herói). Datada por volta de 150, o Atlas Farnese é a mais antiga representação pictorial sobrevivente das constelações ocidentais, mas há muito tempo se presume que ela representa constelações mapeadas em obras mais antigas da arte grega.

## Datação original
Em 2005, em um encontro da American Astronomical Society em San Diego, o Dr. Bradley E. Schaefer, um professor de física da Louisiana State University, apresentou uma análise amplamente divulgada concluindo que o texto do catálogo estelar de Hiparco, há muito tempo perdido, pode ter sido a inspiração para a representação das constelações na esfera, reavivando e expandindo desta forma uma proposta anterior feita por Georg Thiele em 1898. As constelações estão bem detalhadas e Schaefer considera que elas sejam cientificamente acuradas dado o período da criação da obra, implicando que ela teria sido baseada numa obra acadêmica. Sua análise estatística conclui que as posições destas constelações são consistentes com o que seria esperado na época de Hiparco (129 a.C.), o que levou à conclusão de que a obra se baseou no catálogo.
Porém, como a esfera não contém nenhuma estrela de fato e como os círculos nela foram desenhados de forma inexata e ambígua por um escultor copiando um modelo helenístico e não por um astrônomo moderno, a datação da esfera é ainda incerta e sua fonte ou fontes permanecem controversas; as conclusões de Schaefer tem sido fortemente contestadas (como por Duke, por exemplo), especialmente porque independentemente da data da esfera, as constelações representadas nela revelam grandes divergências com a única obra existente de Hiparco.